# Les Anses-d'Arlet
Les Anses-d'Arlet là một xã thuộc tỉnh Martinique nước Pháp. Xã này nằm ở khu vực có độ cao từ 0-47 mét trên mực nước biển. Dân số theo điều tra năm 2007 của INSEE là 3826 người.